# Gleichenia subtrisperma
Gleichenia subtrisperma là một loài dương xỉ trong họ Gleicheniaceae. Loài này được Krug mô tả khoa học đầu tiên năm 1897.
Danh pháp khoa học của loài này chưa được làm sáng tỏ. 